# Lycée du Parc
Pour l’article homonyme, voir Lycée du Parc-Impérial.
Le lycée du Parc est un établissement d'enseignement public du 6e arrondissement de Lyon en France, situé à proximité du parc de la Tête d'Or, d'où il tire son nom.

## Historique
Le lycée est construit par l'architecte Louis Rogniat sur une ancienne fortification de la ceinture de Lyon, la lunette des Charpennes, bâtie en 1842. Celle-ci a été cédée à la ville en 1895, faisant de l'ancienne caserne militaire le bâtiment principal du lycée.
Créé en 1914 (mais la première rentrée « normale » n'a lieu qu'en 1919, le lycée sert pendant la Première Guerre mondiale de caserne, puis d'hôpital), il accueille de nombreuses classes préparatoires (scientifiques, commerciales et littéraires). C'était à l'origine un lycée de garçons (quand le lycée Édouard-Herriot était un lycée de filles).
Pendant la Seconde Guerre mondiale, le lycée servit pour le cantonnement de troupes allemandes, puis des hommes de de Lattre de Tassigny, qui l'avaient libéré.
Le lycée du Parc accueille aussi des classes primaires jusqu'en 1962 et de premier cycle (collège) jusqu'en 1971. L'hébergement de classes préparatoires faisait partie du projet initial. La classe de khâgne, en particulier, fondée peu de temps avant le lycée, et brièvement hébergée au lycée Ampère (ancien collège de Jésuites), était la première classe du genre à être ouverte hors de Paris[réf. nécessaire]. Édouard Herriot y enseigna.
En octobre 2014, le lycée fête son centenaire. Dans la semaine du 13 au 18 octobre, de nombreuses manifestations culturelles et artistiques sont organisées autour et dans le lycée.

## Enseignement
(mars 2025).
Le lycée est composé de classes allant de la seconde à la terminale générale.
Il héberge également des CPGE littéraires (Khâgnes A/L, B/L, et LSH), économiques et commerciales (ECG) avec mathématiques approfondies ESH et HGG, et scientifiques (MP, MPI, PC, PSI, BCPST).
Depuis la rentrée 2022, il accueille, en partenariat avec l'École normale supérieure de Lyon, un cycle pluridisciplinaire d'études supérieures intitulé sciences et société, comportant un parcours sciences et un parcours économie et société.

### Classement du lycée
En 2016, le lycée se classe 5e sur 68 au niveau départemental quant à la qualité d'enseignement, et 90e sur 2277 au niveau national selon le classement de L'Express. Le classement s'établit sur trois critères : le taux de réussite au bac, la proportion d'élèves de première qui obtient le baccalauréat en ayant fait les deux dernières années de leur scolarité dans l'établissement, et la valeur ajoutée (calculée à partir de l'origine sociale des élèves, de leur âge et de leurs résultats au diplôme national du brevet).

### Classement des CPGE[3]
Le classement national des classes préparatoires aux grandes écoles (CPGE) se fait en fonction du taux d'admission des élèves dans les grandes écoles.
En 2022, L'Étudiant donnait le classement suivant pour les concours de 2021 :
| Filière | Élèves admis dans une grande école* | Taux d'admission* | Taux moyen sur 5 ans | Classement national |
| --- | ----------------------------------- | ----------------- | -------------------- | ------------------- |
| ECS | 22 / 93 élèves                      | 23,7 %            | 26,9 %               | 17e sur 89          |
| Khâgne A/L | 4 / 45 élèves                       | 8,9 %             | 12,3 %               | 5e sur 31           |
| Khâgne B/L | 11 / 49 élèves                      | 22,4 %            | 28,6 %               | 6e sur 29           |
| Khâgne LSH | 3 / 47 élèves                       | 6,4 %             | 9,1 %                | 14e sur 79          |
| MP / MP* | 75 / 114 élèves                     | 65,8 %            | 53,3 %               | 7e sur 141          |
| PC / PC* | 76 / 118 élèves                     | 64,4 %            | 50,5 %               | 9e sur 107          |
| PSI / PSI* | 59 / 76 élèves                      | 77,6 %            | 59,7 %               | 9e sur 125          |
| BCPST | 97 / 142 élèves                     | 68,3 %            | 67,6 %               | 12e sur 55          |
| Source : Classement 2022 des prépas - L'Étudiant (Concours de 2021). *le taux d'admission dépend des grandes écoles retenues par l'étude. En filières ECE et ECS, ce sont HEC, ESSEC, et l'ESCP. Pour les khâgnes, ce sont l'ENSAE, l'ENC, les 3 ENS, et 5 écoles de commerce (HEC, ESSEC, ESCP, EM Lyon et EDHEC). En filières scientifiques, 11 à 17 écoles d'ingénieurs qui ont été retenues selon la filière (MP, PC, PSI, PT ou BCPST). |                                     |                   |                      |                     |

## Activités sportives
Le lycée du Parc est directement accolé au gymnase Tronchet. Les élèves peuvent y accéder librement sur certaines plages horaires. Ce gymnase est notamment équipé d'une piscine de 25 mètres et d'une salle de musculation.

## Accès
Ce site est desservi par les stations de métro Masséna, Brotteaux et Charpennes, et les bus C1 et C6.

## Anciens élèves et professeurs
- Louis Thomas Achille (1909-1994), professeur d'anglais[13]
- Maurice Agulhon, historien, professeur au Collège de France
- Louis Armand, de l'Académie française, Compagnon de la Libération
- Didier Mondelain, chercheur au CNRS
- Louis Althusser, philosophe
- Nathalie Arthaud, femme politique
- Louis Bancel, sculpteur
- Jacques-Marie Bardintzeff, volcanologue
- Christophe Barbier, journaliste politique
- Michel Barnier, homme politique
- Nicolas Baverez, avocat
- René Belletto, écrivain
- Georges Bidault, professeur, homme politique, Compagnon de la Libération
- Claude Bloch, physicien
- Hubert Bonin, historien
- Pierre Boutang, philosophe et poète
- Jack Chaboud, écrivain
- Jean-Pierre Clamadieu, chef d’entreprise
- Bertrand Collomb, chef d'entreprise
- Gérard Collomb, homme politique, sénateur-maire de Lyon
- Antoine Culioli, linguiste
- Bruno Cotte, magistrat
- Philippe Courroye, magistrat
- Laurent Davenas, magistrat
- Victor-Henry Debidour, helléniste
- Christophe Deloire, journaliste, auteur, éditeur
- Henri Dodier, professeur
- Jean-Marie Domenach, écrivain et résistant
- Jean Dufournet, médiéviste
- Gilbert Dru, résistant chrétien
- Élie-Charles Flamand, poète et essayiste
- Jacques Frémeaux, historien
- Henri Frenay, fondateur de Combat, Compagnon de la Libération
- Jacques Friedel, physicien
- André Glucksmann, philosophe, essayiste
- Philippe Greffet, professeur et écrivain, dirigeant de l'Alliance française
- Henri Guillemin, historien
- Jean Guitton, de l'Académie française
- Jules Horowitz, physicien
- Jean-Pierre Hugues[14] (né en 1951), haut fonctionnaire (préfet)
- Vladimir Jankélévitch, philosophe
- Pablo Jensen, chercheur au CNRS
- Jacques Julliard, historien
- Marc Lachièze-Rey, astrophysicien[15]
- Pierre Lachièze-Rey, philosophe et professeur de philosophie
- Jean Lacroix, philosophe et professeur de philosophie
- Marc Lambron, de l'Académie française
- Daniel Lebègue, haut fonctionnaire
- Benoît Mandelbrot, mathématicien
- Gilbert Meynier, historien
- Emmanuel Mounier, philosophe
- Louis Néel, prix Nobel de physique (1970)
- Cédric O, homme politique, secrétaire d'État chargé du Numérique
- Gilles Pélisson, chef d'entreprise
- Laurent Phélip, général de la gendarmerie nationale, ancien commandant du GIGN, directeur du commandement spécialisé pour la Sécurité nucléaire CoSSeN
- Antoine Prost, historien
- Jean-François Revel, de l'Académie française
- Jean Reverzy, médecin et écrivain
- Gérard Sabatier, historien
- Étienne Saintenac, résistant
- Éric-Emmanuel Schmitt, écrivain
- Gilbert Simondon, philosophe
- Gérard Simonian, journaliste et grand reporter
- Jacques Soustelle, de l'Académie française
- Joël Sternheimer, physicien théoricien
- Jean-François Stévenin, acteur et réalisateur
- Jean Vuarnet, skieur alpin
- Ahmed Zaouche, homme politique
- Michel Zink, professeur au Collège de France
- Natacha Valla, économiste; ex-directrice générale adjointe pour la politique monétaire à la BCE et doyenne de l'innovation et du management à Science Po Paris[16].
- Daniel Bernard,  ambassadeur au Pays-Bas, au Royaume-Uni et en Algérie